# Bleach (sezonul 9)
Bleach Sezonul 9 – Noul Căpitan Shusuke Amagai (2008)
Episoadele din sezonul nouă al seriei anime Bleach se bazează pe seria manga Bleach de Tite Kubo. Sezonul nouă din Bleach, serie de anime, este regizat de Noriyuki Abe și produs de Studioul Pierrot și TV Tokyo și a început să fie difuzat pe data de 23 aprilie 2008 la TV Tokyo și s-a încheiat la data de 7 octombrie 2008.
Episoadele din sezonul nouă al seriei anime Bleach fac referire la introducerea unui nou căpitan shinigami, Shusuke Amagai, și misterul din jurul Clanului Kasumioji, una dintre familiile care constituie noblețea în Soul Society.

## Lista episoadelor
| Nr. Ep. Original | Nr. Ep. Serie | Nr. Ep. Sezon | Titlu                                                               | Apariție           |
| ---------------- | ------------- | ------------- | ------------------------------------------------------------------- | ------------------ |
| 168              | 168           | 1             | Noul căpitan apare! Numele său e Shusuke Amagai                     | 23 aprilie 2008    |
| 169              | 169           | 2             | Un elev nou transferat își face apariția!                           | 7 mai 2008         |
| 170              | 170           | 3             | Lupta disperată sub lumina lunii, asasinul și zanpakutoul misterios | 14 mai 2008        |
| 171              | 171           | 4             | Kenryu, abundența petalelor stacojii                                | 21 mai 2008        |
| 172              | 172           | 5             | Kibune merge la război! Vântul care bate violent                    | 28 mai 2008        |
| 173              | 173           | 6             | Apariția unui rău apăsător! Întunericul din Clanul Kasumioji        | 4 iunie 2008       |
| 174              | 174           | 7             | Distruge granițele oglinzilor! Captivitatea lui Ichigo              | 11 iunie 2008      |
| 175              | 175           | 8             | Asasinul răzbunător, Ichigo e luat în țintă                         | 18 iunie 2008      |
| 176              | 176           | 9             | Mister! Asasinul consumator de săbii                                | 25 iunie 2008      |
| 177              | 177           | 10            | Reversarea lui Rukia! Sabia ce face ravagii                         | 25 iunie 2008      |
| 178              | 178           | 11            | Coșmarul care e arătat, Ichigo înăuntrul oglinzii                   | 2 iulie 2008       |
| 179              | 179           | 12            | Confruntare!? Amagai vs. cele 13 brigăzi                            | 9 iulie 2008       |
| 180              | 180           | 13            | Decizia prințesei, mireasa tristă                                   | 16 iulie 2008      |
| 181              | 181           | 14            | Brigada 2 trece la acțiune! Ichigo e încercuit                      | 23 iulie 2008      |
| 182              | 182           | 15            | Adevărata putere a lui Amagai, zanpakutoul eliberat!                | 30 iulie 2008      |
| 183              | 183           | 16            | Întunericul care se mișcă! Adevăratele intenții ale lui Kibune      | 6 august 2008      |
| 184              | 184           | 17            | Kira și Kibune, ofensiva și defensiva Brigăzii 3                    | 20 august 2008     |
| 185              | 185           | 18            | Gheață și flăcări! Lupta feroce dintre Amagai vs. Hitsugaya         | 27 august 2008     |
| 186              | 186           | 19            | Ordine de acțiune! Controlați Clanul Kasumioji                      | 3 septembrie 2008  |
| 187              | 187           | 20            | Ichigo se înfurie! Secretul asasinului                              | 10 septembrie 2008 |
| 188              | 188           | 21            | Duel! Amagai vs. Ichigo                                             | 17 septembrie 2008 |
| 189              | 189           | 22            | Mândria unui shinigami decăzut                                      | 7 octombrie 2008   |